# Nicolaus Wulff
Nicolaus Wulff (* in Lübeck; † um die Jahreswende 1563/1564 ebenda) war ein deutscher Jurist, Sekretär des Hansekontors in Antwerpen und Ratssekretär der Hansestadt Lübeck.

## Leben
Nikolaus Wulff immatrikulierte sich 1525 zum Studium der Rechtswissenschaften an der Universität Rostock. Im Winter 1532/33 schrieb er sich als Nicolaus Wolf an der Leucorea in Wittenberg ein. 1542 wurde er als Magister Substitut der Lübecker Ratskanzlei und 1543 vom Rat der Stadt Lübeck zum Sekretär des Hansekontors in Antwerpen bestellt. 1549 wurde Wulff Ratssekretär in Lübeck, sein Nachfolger in Antwerpen wurde der frühere Sekretär des Hansekontors auf Bryggen in Bergen, der Magister Jakob Raven. Letztmals ist Wulff anlässlich der Einzahlung einer Rente an die Lübecker Marienkirche lebend nachgewiesen. Das letzte Vierteljahresgehalt als Ratssekretär wurde am 25. Januar 1564 bereits seiner Witwe ausgezahlt.